# Ігнац Брюлль
Ігнац Брюлль (також Ігнатій Брюлль, нім. Ignaz Brüll; 7 листопада 1846, Простейов — 17 вересня 1907, Відень) — австрійський композитор, піаніст і музичний педагог.

## Біографія
Ігнац Брюлль народився в містечку Просніце (нині Простейов) в заможній єврейській родині; з боку батька був у родинних стосунках з рабином і талмудистом Нехем'єю Брюллем.
З 1850 сім'я жила у Відні. Тут Брюлль навчався грі на фортеп'яно y Юліуса Епштейна, a композиції y Йоганна Руфіначі, а потім у Отто Дессоффа. Перші твори композитора для фортепіано і струнних інструментів з'явилися вже в 1860 році, a вже в наступному році Епштейн виступив з концертом, написаним його юним учнем.

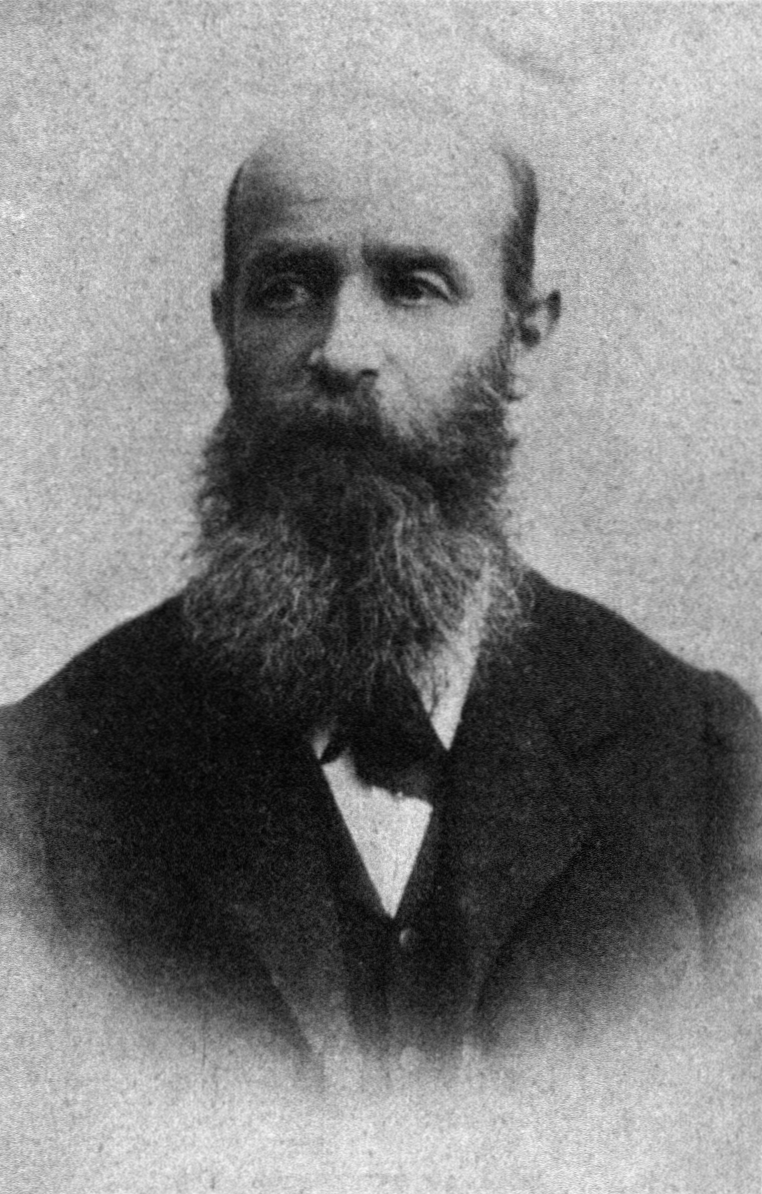
Ігнац Брюлль

Закінчивши в столиці Австрії свою музичну освіту, Ігнац Брюлль багато років з успіхом виступав як піаніст-віртуоз в різних європейських столицях і в різних куточках Німеччини і Австро-Угорщини. У 1864 році в Штутгарті була вперше виконана його серенада для оркестру, що поклала початок його світовій популярності. У тому ж році була написана його перша опера «Жебрак із Самарканда» (нім. Die Bettler von Samarkand) планувалася до постановки в Штутгарті, але цього так і не відбулося, партитура втрачена) і кілька фортепіанних і камерних творів. З 1872 по 1878 рік Брюлль працював викладачем фортепіанно в школі Едуарда Хорака у Відні (нині Консерваторія імені Шуберта), a з 1881 року став одним з її директорів.
Квінтесенція композиторської діяльності Ігнаца Брюлля лежить в його оперних творах. У 1875 році з'явилася друга його опера — «Золотий хрест» (нім. Das goldene Kreuz) текст до якої написав Соломон Герман фон Мозенталь, автор знаменитої «Дебори». Ця невелика опера з чисто народними мелодіями швидко завоювала міцні симпатії публіки і обійшла багато сцен світу. Успіх опери сприяв і зростанню популярності Брюлля-піаніста — так, його британські гастролі 1878 року приурочені до лондонській прем'єри «Золотого хреста», викликали настільки великий інтерес, що замість двох запланованих концертів довелося дати двадцять. Однак з 1882 року Брюлль помітно знизив виконавську активність, зосередившись на композиції. Крім того, в тому ж році він одружився, і будинок сімейства Брюлль у Відні став центром музичного життя, де найбільшою фігурою був Йоганнес Брамс, виключно цінував співробітництво з Брюллем: досить сказати, що всі чотири симфонії Брамса сам композитор вперше виконав для вузького кола друзів разом з Брюллем, на двох фортепіано.
Серед творів Брюлля опери «Der Landfried», 1877; «Bianca», 1879; «Königin Mariette», 1883; «Das steinerne Herz» (казка), 1888; «Gringoire», 1892; «Schach dem König», 1893; «Gloria», 1896; «Der Husar», 1898 і «Herr Hor» (текст Густава Кастрота). З інших творів композитора найбільш відомі: «Champagnermärchen» — балет, симфонія, увертюра до «Макбета», тв. 46, і мисливська увертюра «Im Walde», два фортепіанні концерти (записані в 1998 році Мартіном Роскоу), рапсодія для фортеп'яно з оркестром, скрипковий концерт, соната і чотири сюїти для фортеп'яно, соната для двох фортеп'яно, віолончельна соната, дві скрипкові сонати, фортепіанне тріо, сюїта для фортеп'яно та скрипки, тв. 42, фортепіанні п'єси, романси, хори.
Ігнац Брюлль помер 17 вересня 1907 року та був похований на Старому єврейському цвинтарі у Відні.